# Alexis Mousseau
Pour les articles homonymes, voir Mousseau.
Alexis Mousseau, né le 5 décembre 1767 et mort le 28 janvier 1848 à Berthier, est un cultivateur et homme politique canadien.

## Biographie
Il est le fils de Jean-Baptiste Mousseau et de Marie-Catherine Laferrière. Le 29 juillet 1793, il épouse Marie-Anne Piette, fille de Jean-Baptiste Piette et de Marguerite Guibeaut. Sa fille Geneviève épousera Pierre-Eustache Dostaler. Parmi ses petits-fils se trouve le premier ministre québécois Joseph-Alfred Mousseau.
Cultivateur à Berthier, il fut marguillier pour la paroisse de Sainte-Geneviève-de-Berthier. Il est nommé capitaine dans le 1er bataillon de milice de Warwick en avril 1823.
Il est élu député de Warwick lors des élections législatives bas-canadiennes du printemps 1820. Il appuiera généralement le Parti canadien, qui deviendra le Parti patriote. Il est réélu aux élections de l'été 1820, mais il est défait par le bureaucrate Louis-Marie-Raphaël Barbier en 1824. Il réussit toutefois à regagner son siège en 1827. Son mandat se termine avec la suspension de la constitution le 27 mars 1838.
Décédé à l'âge de 80 ans, il est inhumé au cimetière paroissial de Berthier.